# Germaine Tailleferre
Pour les articles homonymes, voir Taillefer.
Germaine Tailleferre, de son vrai nom Germaine Taillefesse, née le 19 avril 1892 à Saint-Maur-des-Fossés et morte le 7 novembre 1983 à Paris 13e, est une compositrice française.
Elle est principalement connue comme membre du groupe des Six. Sa vie et son œuvre restent méconnues des amateurs.

## Biographie

### Jeunesse et formation
Germaine Tailleferre est née le 19 avril 1892 à Saint-Maur-des-Fossés sous le nom de Marcelle Germaine Taillefesse,,. Sa mère, née sous le nom Marie Appoline Désirée Taillefesse acte de naissance, avait été contrainte de rompre ses fiançailles, pour épouser le jeune Eugène Arthur Taillefesse, que son père lui avait choisi pour la simple raison qu'ils avaient le même patronyme. Ce mariage arrangé fut des plus malheureux, la seule joie de Marie-Désirée étant ses enfants.
Dernière de cinq enfants, la jeune Germaine commence l'étude du piano avec sa mère, dès ses deux ans et elle commence à composer de courtes œuvres dès cinq ans. Pour autant, dans la petite bourgeoisie d'où elle vient, s'il est bien vu qu'une femme ait un loisir artistique, il n'est pas envisageable d'en faire carrière. 
Malgré l'opposition de son père qui s'exprime en ces termes  « Pour ma fille, faire le Conservatoire ou le trottoir Saint-Michel, c’est la même chose. Jamais je ne donnerai mon autorisation », et à l'insu de celui-ci, elle entre en cachette au Conservatoire de Paris et intègre les classes de piano et de solfège en 1904. Le peintre Louis Payret-Dortail ayant convaincu la mère de Germaine de la laisser suivre cette orientation. Après une première médaille de solfège en 1906, son père se voit contraint de l'autoriser (par la force des choses) à continuer ses études, tout en refusant d'en assurer le financement. Tailleferre commence donc à donner des leçons. Elle rencontre au Conservatoire Darius Milhaud, Georges Auric et Arthur Honegger en 1912. Elle remporte le premier prix de contrepoint (1913), d'harmonie (1914) et d'accompagnement (1915).
Également au Conservatoire, elle devient l'amie de la harpiste Caroline Luigini-Tardieu, fille du compositeur et chef d'orchestre Alexandre Luigini, qui était alors l'assistante d'Alphonse Hasselmans, professeur de harpe, et pour laquelle elle écrivit Le Petit Livre de harpe de Mme Tardieu (1913-1917), un recueil de dix-huit pièces brèves.
Elle commence à fréquenter les milieux artistiques de Montmartre et de Montparnasse, Guillaume Apollinaire, Marie Laurencin, Paul Fort, Fernand Léger et le sculpteur Emmanuel Centore, qui épousera Jeanne, la sœur de Germaine.

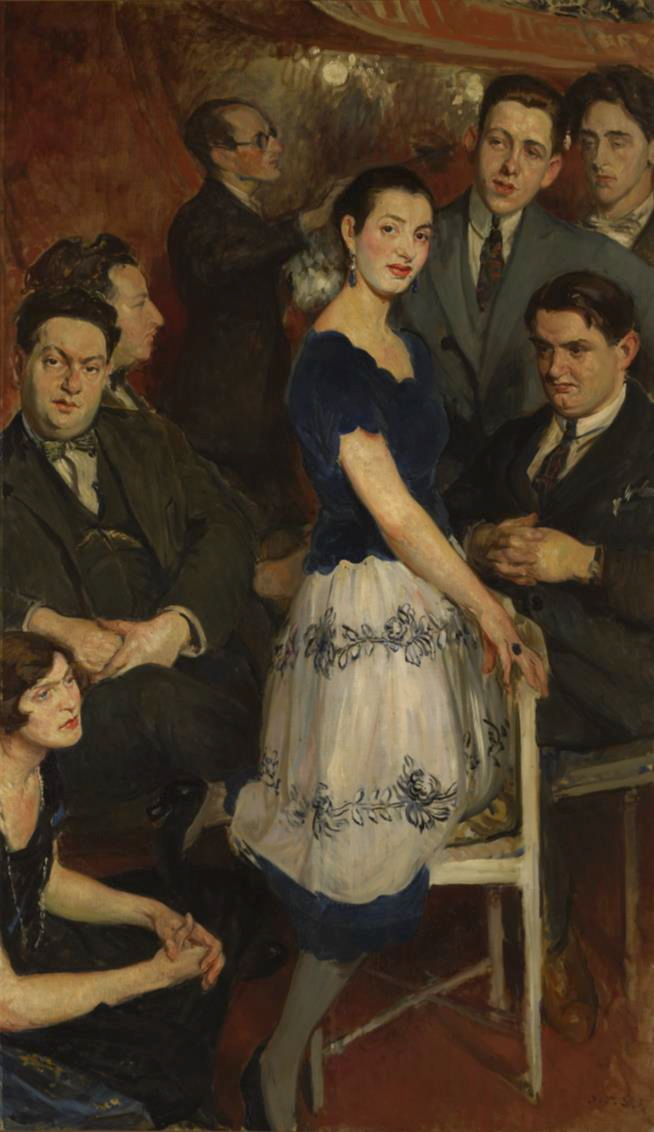
Le groupe des six, tableau de J.-É. Blanche, 1922. Germaine Tailleferre est en bas à gauche.

### Groupe des Six
Son cercle d'amis s'agrandit en 1917 de Picasso et de Modigliani, et c'est dans l'atelier de l'un de ces peintres amis qu'a lieu le 15 janvier 1918 le premier concert des « Nouveaux Jeunes » dont font partie Francis Poulenc et Louis Durey. Au programme, Jeux de plein air et sa Sonatine pour quatuor à cordes, qui allait devenir plus tard, par l'addition d'un troisième mouvement, le Quatuor à cordes. Erik Satie est enthousiasmé par ses Jeux de plein air.
C'est au critique musical Henri Collet que l'on doit l'invention du groupe des Six, en souvenir du groupe des Cinq. Deux articles publiés en 1920, dans le journal Comœdia, sont les écrits fondateurs du désormais célèbre groupe des Six. Même si leurs activités de groupe sont très peu nombreuses, ils resteront amis jusqu'à la fin de leurs jours.

### Années 1920
Elle écrit un Hommage à Debussy en 1920. La Première Sonate pour violon et piano est composée par Germaine Tailleferre pour Jacques Thibaud, le célèbre violoniste dont elle est l'amie. Elle est créée à Paris en 1922 par Thibaud lui-même et Alfred Cortot. La même année, Tailleferre compose sa Ballade pour piano et orchestre.
L'année 1923 voit son ballet néo-classique Le Marchand d'oiseaux connaître le succès avec les Ballets suédois. La princesse de Polignac lui passe commande d'un Concerto pour piano dans le même style, créé par Alfred Cortot en 1925 à Philadelphie.
C'est à cette époque que Tailleferre commence à passer beaucoup de temps avec Maurice Ravel à Montfort-l'Amaury, qu'elle a rencontré à Saint-Jean-de-Luz près de Biarritz en 1919-1920. Ravel, qui s'intéresse aux jeunes compositeurs, lui donne avis et conseils tant en matière d'écriture que d'orchestration.
En 1926, Tailleferre épouse le caricaturiste américain Ralph Barton qu'elle vient de rencontrer et s'installe à Manhattan. Elle se lie avec les amis de son mari, et en particulier avec Charlie Chaplin, mais Barton refuse qu'elle compose pour Chaplin. C'est pendant cette période qu'elle compose son Concertino pour harpe et orchestre (1927), œuvre dédiée à son mari. Mais la cohabitation avec Barton, jaloux du succès de son épouse, est difficile,. En 1927, à la demande de Barton, le couple retourne à Paris et Tailleferre reçoit commande de Paul Claudel d'une musique pour son ode en l'honneur du scientifique Marcellin Berthelot, intitulée Sous le rempart d'Athènes. Tailleferre complète aussi le ballet La Nouvelle Cythère, programmé pour la saison 1929 des Ballets russes mais dont la représentation fut annulée du fait de la mort soudaine de Diaghilev.
En 1928, elle compose sa Valse lente.
L'année 1929 voit la fin de son mariage avec Ralph Barton, qui se suicide en mai 1931, quelques mois après son retour en Amérique. Ses Six chansons françaises composées à cette époque utilisent des textes du XVe siècle au XVIIIe siècle qui parlent de la condition féminine. Chaque œuvre est dédiée à une amie femme. Ces mélodies sont l'un des rares exemples de féminisme dans l'œuvre de Tailleferre.

### Années 1930

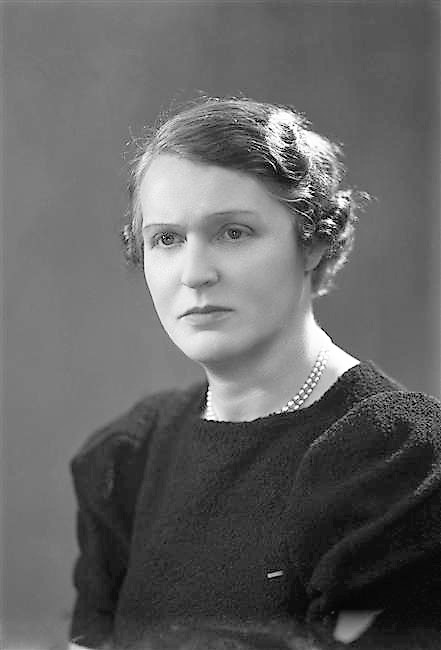
Germaine Tailleferre en 1937 par le studio Harcourt.

Durant l'année 1931, le principal projet de Tailleferre est son opéra-comique Zoulaina, qui n'a jamais été monté et dont il n'existe qu'un manuscrit à l'exception de la fameuse Ouverture qui est l'une de ses œuvres les plus jouées.
Le 4 juin 1931, âgée de 39 ans, elle donne naissance à son unique enfant, Françoise, née de sa liaison avec le juriste français Jean Lageat, qu'elle épouse l'année suivante, le 29 septembre 1932, à l'église Saint-Georges (anglais : St George's), qui est une église anglicane située dans la Cité de Westminster, à Londres.
Une fois encore, le mariage devient un obstacle à sa carrière de compositrice, son nouveau mari ne manifestant pas plus de soutien que le précédent à ses activités musicales. Elle se consacre à l'éducation de sa fille et s'occupe de son mari atteint de tuberculose.
Germaine Tailleferre parvient malgré tout à composer la Suite pour orchestre de chambre, le Divertissement dans le style de Louis XV, son Concerto pour violon qui avait été perdu dans sa forme originale (la Deuxième Sonate pour violon et piano est une réduction du concerto, sans la cadence) ainsi que le Concerto grosso pour deux pianos, quatuor de saxophones, huit voix solistes et orchestre (1934). Elle inaugure aussi une longue série de musiques de films.
En 1937, elle collabore avec Paul Valéry pour sa Cantate du Narcisse, pour soprano, baryton, chœur de femmes et cordes. En 1938, c'est Georges Enesco qui dirige la création de son Concerto pour violon aux États-Unis.

### Années 1940
L'Occupation allemande l'incite à quitter la France. Avec sa fille Françoise, elle gagne l'Espagne puis le Portugal, d'où elles embarquent pour les États-Unis. Elles passent les années de guerre à Philadelphie. Elle compose peu pendant cette période, s'occupant surtout de sa fille. Elle écrit néanmoins un Ave Maria pour voix de femmes a cappella créé au Swarthmore College (perdu). Au début de 1942, Tailleferre complète ses Trois Études pour piano et orchestre dédiées à Marguerite Long.
Tailleferre revient en France en 1946 et se réinstalle à Grasse, près de Nice. Sa relation avec Lageat s'est détériorée mais le couple reste marié. Sa première œuvre importante à son retour en France est le ballet Paris-Magie créé à l'Opéra-Comique en 1949, suivi de Il était un petit navire, opéra-comique sur un livret d’Henri Jeanson. L'œuvre, très mal reçue par les critiques, reste peu de temps à l'affiche et ne sera pas éditée.

### Années 1950
Elle écrit son Concerto no 2 pour piano (perdu), sa fameuse Sonate pour harpe, le Concertino pour flûte, piano et orchestre à cordes, la comédie musicale Parfums écrite pour Monte-Carlo en 1951 (également perdue) et le ballet Parisiana créé à Copenhague en 1953.
En 1955, Lageat et Tailleferre se séparent, tandis que la fille de Germaine, Françoise, donne naissance à sa fille, Elvire. Cette même année, Tailleferre rédige sa série de cinq petits opéras-comiques Petite Histoire lyrique de l’art français : Du style galant au style méchant pour RTF (Radiodiffusion-télévision française et future Radio France). Sur des livrets écrits avec sa nièce Denise Centore, ces cinq opéras, d'environ vingt minutes chacun, présentent l'évolution du style lyrique : Rameau, Rossini, Gustave Charpentier, Offenbach.
En 1956, elle écrit le Concerto des vaines paroles sur un texte de Jean Tardieu, dont il ne reste que le premier mouvement, Allegro concertant.
Le 4 juillet 1956, la 1re chambre du tribunal civil de la Seine prononce le divorce entre Lageat et Tailleferre, « à leurs torts et griefs réciproques ». Lui a refusé de reprendre la vie commune en répondant notamment à l'huissier venu lui présenter une sommation : « Il y a longtemps que j'ai renoncé à vivre avec Madame Germaine Taillefesse […] Je me refuse donc absolument à reprendre la vie commune avec elle. » Il produit également une lettre du 13 mars 1956 où Germaine lui écrit : « Il est inutile de faire intervenir des amis pour que je change d'avis. Ma décision est irrévocable. Je ne veux plus entendre parler de toi […] tout est définitivement rompu entre nous. Je me sens libérée, il y a assez longtemps que j'aspirais à la liberté. »
En 1957, au cours d'une brève période d'expérimentation dodécaphonique, elle compose son opéra La Petite Sirène ainsi que sa Sonate pour clarinette solo et la Toccata pour deux pianos, dédiée au duo Gold et Fitzdale. Cette période s'achève avec son opéra Le Maître, d'après une pièce d'Eugène Ionesco.
Elle est toujours en proie à des soucis financiers, et continue de passer du temps à donner des leçons de piano.

### Années 1960
Pendant les années 1960, elle compose de nombreuses musiques de film ainsi qu'un Concerto pour deux guitares et un Hommage à Rameau pour deux pianos et deux percussionnistes. Avec le baryton Bernard Lefort (qui allait devenir directeur de l'Opéra de Paris), elle forme un duo qui se produit en tournée dans l'Europe entière.
En 1963, elle compose L'Adieu du cavalier, sur un texte de Guillaume Apollinaire à l'occasion d'un hommage à son ami Francis Poulenc, décédé en début d'année.

### Années 1970
En 1970, elle devient professeure à la Schola Cantorum, mais doit renoncer en raison du manque d'élèves. Elle rencontre alors le chef de l'orchestre des gardiens de la paix Désiré Dondeyne, qui l'encourage à écrire pour orchestre d'harmonie et l'aide à concrétiser certains projets.
Entre 1975 et 1978, elle compose ses Trois sonatines pour piano.

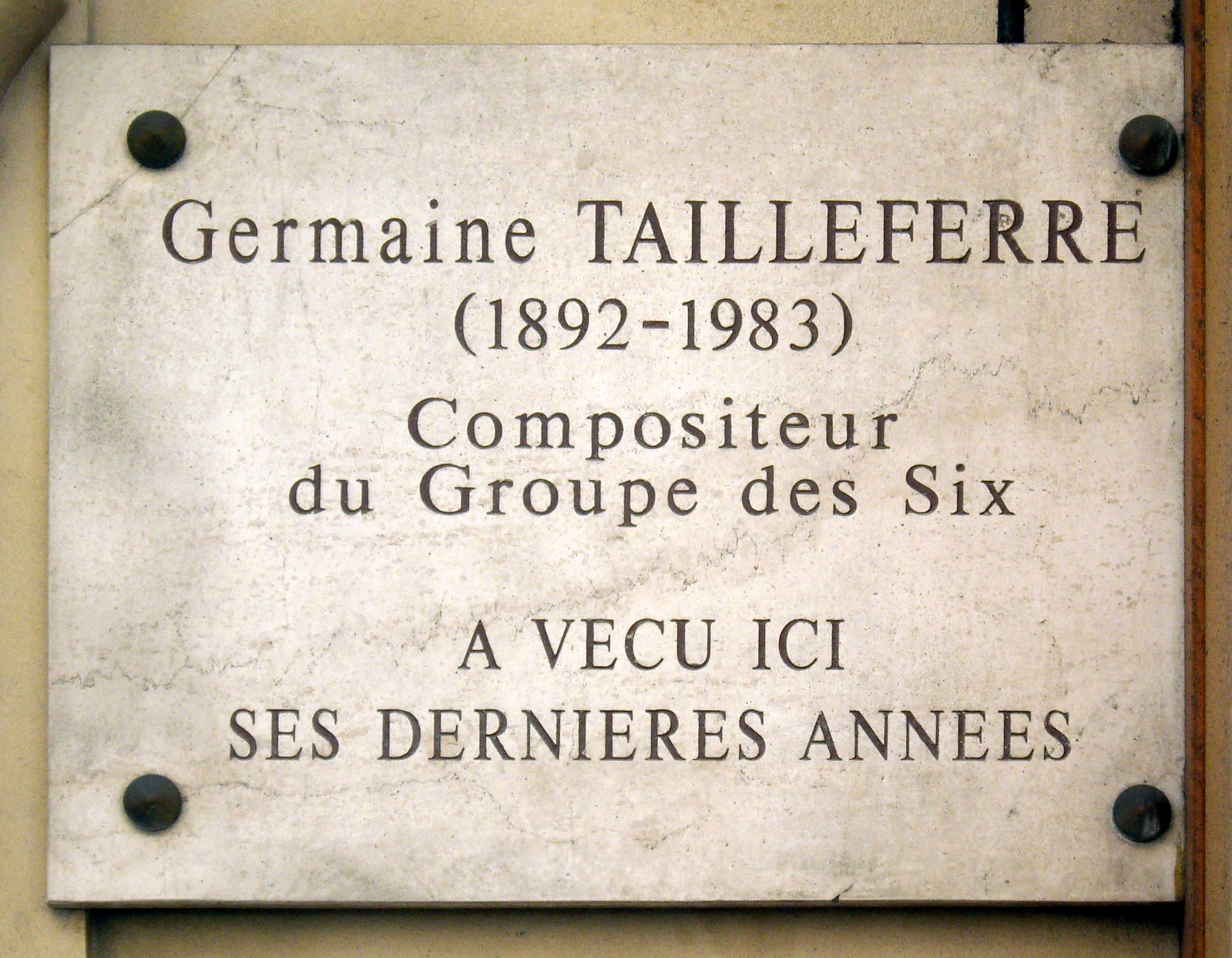
Plaque commémorative à Paris au 87, rue d'Assas.

En 1976, elle accepte, à 84 ans, de devenir « en voisine » accompagnatrice pour les enfants à l'École alsacienne, l'une des plus célèbres écoles privées de Paris. Ce poste, qui lui apporte un petit complément de retraite, lui permet surtout de garder une activité extérieure et d'achever une dernière série d'œuvres, parmi lesquelles la Sonate pour deux pianos, la Sérénade en la mineur pour quatre vents et piano ou clavecin, l'allegro concertant Les Vaines paroles et la Sonate champêtre pour trois vents et piano.

### Années 1980
Sa dernière œuvre importante est écrite en 1981 à 89 ans, à l'occasion d'une commande du ministère de la Culture : le Concerto de la fidélité pour voix aiguës et orchestre (orchestration de Désiré Dondeyne), reprise d'une partie d'une œuvre antérieure.
Elle meurt le 7 novembre 1983 à l'hôpital Broca, dans le 13e arrondissement de Paris, et est enterrée au cimetière communal de Quincy-Voisins près de Meaux.

## Récompenses
Germaine Tailleferre a notamment reçu la Médaille de la Ville de Paris et le Prix Italia.

## À propos de sa musique
« Je n'ai pas grand-respect pour la tradition. Je fais de la musique parce que ça m'amuse, ce n'est pas de la grande musique je le sais. C'est de la musique gaie, légère, qui fait que, quelquefois, on me compare aux petits maîtres du XVIIIe siècle, ce dont je suis très fière. »

— Germaine Tailleferre
Jean Cocteau disait que Germaine Tailleferre était « une Marie Laurencin pour l'oreille », alors que son ami Darius Milhaud disait en 1923 : « C'est une délicieuse musicienne, qui travaille lentement et sûrement. Sa musique a l'immense mérite d'être sans prétention, cela à cause d'une sincérité des plus attachantes. C'est vraiment de la musique de jeune fille, au sens le plus exquis de ce mot, d'une fraîcheur telle qu'on peut dire que c'est de la musique qui sent bon. »
Tailleferre s'inscrit dans la lignée des impressionnistes, et en particulier de Gabriel Fauré et Maurice Ravel, avec « une netteté néo-classique qui trahit l’influence de Stravinsky », comme on peut l'entendre dans son ballet Le Marchand d'oiseaux. Elle est aussi admirative de la musique de Couperin, Bach ou Mozart ; on peut entendre des couleurs baroques dans son premier Concerto pour piano et orchestre. En 1954, sa Sonate pour clarinette comporte des éléments de sérialisme ; en 1957, elle expérimente le dodécaphonisme avec entre autres son opéra La Petite Sirène, avant de revenir à un style proche de celui d’avant-guerre.
Tailleferre a douté toute sa vie de ses qualités de compositrice ; ce à quoi s'ajoute une grande modestie qui l'empêcha de défendre ses œuvres autant qu'elles le méritaient. Peut-être l'humour et l'ironie de certains de ses titres (Jeux de plein air, Pancarte pour une porte d'entrée (en), Suite burlesque…) et son style léger ont-ils contribué à la faire passer pour une compositrice frivole.
Cela ne l'a pas empêché de recevoir plusieurs commandes pour des œuvres orchestrales, des ballets, ou de collaborer avec de nombreux artistes et écrivains (Paul Claudel, Paul Valéry).

## Œuvres
Beaucoup des œuvres de Tailleferre sont perdues ou peu disponibles. Certaines de ses pièces n'ont jamais été représentées, nombreux considérant pendant la première moitié du xxe siècle que les femmes étaient illégitimes à composer de la musique.
Outre de petites pièces pour piano, elle compose des œuvres de musique de chambre, des mélodies, deux concertos pour piano, trois études pour piano et orchestre, un concerto pour violon, un imposant Concerto grosso pour deux pianos, huit voix solistes, quatuor de saxophones et orchestre, quatre ballets, quatre opéras, deux opérettes, sans compter de nombreuses autres œuvres pour petits ensembles ou grand orchestre, la plupart écrites entre 1945 et sa mort en 1983. Jusqu'à un passé récent toutefois, une énorme partie de son œuvre restait inédite, tel le Concerto pour deux guitares et orchestre, retrouvé et enregistré en 2004 par Chris Bilobram et Christina Altmann en Allemagne.
Une partie des partitions des œuvres de Germaine Tailleferre est éditée par les Éditions Billaudot.
La liste suivante utilise différentes sources :
1. le catalogue des œuvres déposées à la Sacem par la compositrice elle-même, avec le catalogue informatisé et l'ancien catalogue, sur papier ;
2. des œuvres dont l'identification est facile : par exemple des œuvres éditées, musiques de film, de télévision et de radiodiffusion, qui sont notamment vérifiables dans les archives de l'INA ou à la BNF ;
3. le catalogue A Centenary Appraisal du musicologue Robert Orledge (Muziek & Wetenshap, 1992), avec une description complète et rigoureuse de tous les manuscrits qu'il a examinés : localisation, nombre de pages, format, etc.

### Pour piano

#### Piano
- 1912 : Impromptu
- 1913 : Romance
- 1919 : Pastorale (pour l'Album des Six)
- 1920 : Très Vite
- 1920 : Hommage à Debussy
- 1928 : Pastorale en la bémol
- 1928 : Sicilienne
- 1928 : Valse lente
- 1929 : Pastorale en ut
- 1929 : Pastorale inca
- 1930 : Fleurs de France, pour piano ou orchestre à cordes
- 1937 : Au pavillon d'Alsace
- 1943 : Deux danses du marin de Bolivar
- 1951 (?) : Chant chinois
- 1952 : Seule dans la forêt
- 1952 : Dans la clairière
- 1952 : Valse pour le funambule
- 1954 : L'Aigle des rues, suite pour piano
- 1954 : Charlie, valse
- 1957 : Partita
- 1972 : Barbizon
- 1975 : Escarpolette
- 1975 : Singeries
- 1975-1978 Trois sonatines pour piano
- 1975-1981 : Enfantines
- 1977 : Suite divertimento, pour piano ou orchestre d'harmonie

#### Piano à quatre mains
- 1910 : Premières Prouesses
- 1918 : Image
- 1974-1975 : Sonate pour piano à quatre mains
- 1980 : Suite burlesque, pour piano à quatre mains

#### Deux pianos
- 1917 : Jeux de plein air, pour deux pianos ou orchestre
- 1920 : Fandango
- 1928 : Deux Valses
- 1929 : La Nouvelle Cythère, pour deux pianos ou orchestre
- 1946 : Intermezzo pour deux pianos
- 1951 : Il était un petit navire, suite pour deux pianos, d'après l'opéra-comique du même nom
- 1954 : Deux pièces pour piano
- 1957 : Toccata pour deux pianos
- 1974 : Sonate pour deux pianos
- 1979 : Choral et variations pour deux pianos ou orchestre

### Pour instrument soliste

#### Pour harpe
- 1910 : Morceau de lecture pour harpe
- 1913-1917 : Le Petit Livre de harpe de Mme Tardieu, écrit pour la harpiste Caroline Luigini-Tardieu
- 1953 : Sonate pour harpe
- 1964 : Sonata alla Scarlatti

#### Autres instruments
- 1957 : Sonate pour clarinette solo
- 1977 : Nocturne pour orgue

### Pour violon et piano
- 1913 : Berceuse pour violon et piano : œuvre dédiée à Henri Dallier, alors son professeur au Conservatoire de Paris, publiée en 1914 par la revue Le Monde musical, qui estime la musique de Germaine Tailleferre « heureusement influencée de Schumann et Fauré »
- 1921 : Première sonate pour violon et piano : œuvre écrite pour Jacques Thibaud et créée par lui-même avec Alfred Cortot le 17 juin 1922 au théâtre du Vieux-Colombier
- 1924 : Adagio : transcription de l'Adagio du Concerto pour piano et orchestre, créée par Germaine Tailleferre et le violoniste Claude Lévy le 6 novembre 1924
- 1934 : Largo
- 1942 : Pastorale pour violon et piano : la version originale de cette pièce est pour flûte et piano ; elle est publiée simultanément dans les deux versions par un éditeur de Philadelphie
- 1946 : Intermezzo pour flûte et piano
- 1951 : Deuxième sonate pour violon et piano : transcription du Concerto de 1936, dédiée à Yvonne Astruc, sa créatrice. La Sonate est enregistrée en 1951 à la Maison de la radio par la compositrice et la violoniste Jane Gautier
- 1973 : Sonatine pour violon et piano : commande du festival d'Aix-en-Provence, créée par Devy Erlih (violon) et Léa Roussel (piano). C'est de fait la 3e sonate pour violon et piano de la compositrice

### Musique de chambre
- 1912 : Fantaisie sur un thème de G. Cassade, pour quintette avec piano
- 1916-1917 : Trio pour piano, violon et violoncelle : œuvre comportant trois mouvements – Assez animé, Calme sans lenteur, Très animé – qui ne fut pas créée pour cause de guerre. La compositrice ne s'en préoccupe à nouveau qu'en 1978 (cf. le Trio de 1978)
- 1917-1919 : Quatuor à cordes
- 1917 : Calme et sans lenteur, pour violon, violoncelle et piano : mouvement central du Trio de 1917
- 1918 : Image, pour flûte, clavier, piano et cordes
- 1939 : Prélude et Fugue, pour orgue, avec trompette et trombone ad lib.
- 1952 : Sicilienne pour flûte et deux pianos
- 1962 : Partita pour hautbois, clarinette, basson et cordes
- 1964 : Hommage à Rameau, pour deux pianos et quatre percussions
- 1969 : Amertume, pour flûte, hautbois, clarinette, cor, harpe et cordes
- 1969 : Angoisse, pour orchestre de chambre
- 1969 : Entonnement, pour hautbois, harpe, pianoforte et cordes
- 1969 : Jacasseries, pour flûte, hautbois, clarinette, violoncelle, harpe et cordes
- 1972 : Forlane, pour flûte et piano
- 1972 : Sonate champêtre, pour hautbois, clarinette, basson et piano
- 1973 : Arabesque, pour clarinette et piano
- 1973 : Choral pour trompette et piano
- 1973 : Galliarde pour trompette et piano
- 1973 : Rondo pour hautbois et piano
- 1975 : Allegretto pour trois clarinettes (ou trompettes ou saxophones) et piano
- 1975 : Menuet pour hautbois (clarinette ou saxophone) et piano
- 1976-1977 : Sérénade en la mineur, pour quatre vents et piano ou clavecin
- 1978 : Trio pour violon, violoncelle et piano : après une commande du ministère de la Culture, Germaine Tailleferre reprend les 1er et 3e mouvements du Trio de 1917 et insère au milieu deux nouveaux mouvements Allegro vivace et Moderato
- 1979 : Choral et deux variations pour vents ou quintette de cuivres
- 1979 : Menuet en fa pour hautbois, clarinette, basson et piano
- 1979 : Sarabande pour deux instruments ou piano

### Pour voix
- 1925 : Berceuse du petit éléphant, pour voix solo, chœur et cors
- 1928 : Nocturne pour deux barytons et ensemble
- 1929 : Six chansons françaises, pour voix et piano
- 1929 : Vocalise-étude, pour soprano et piano
- 1934 : La Chasse à l'enfant, pour voix et piano (sur un texte de Jacques Prévert)
- 1934 : La Chanson de l'éléphant, pour voix et piano
- 1934 : Deux sonnets de Lord Byron, pour soprano et piano (sur un texte de Lord Byron)
- 1935 : Chanson de Firmin, pour voix et piano (sur un texte d'Henri Jeanson)
- 1938 : Cantate du Narcisse, pour baryton martin, soprano, chœur, cordes et timbales, sur un texte de Paul Valéry
- 1949 : Paris sentimental, pour voix et piano (Textes de Marthe Lacloche) : 1 Roman aux Batignolles ; 2 Péniche à Billancourt ; 3 Sortie d'école sur la Butte ; 4. Solitaire des Acacias ; 5. Neige sur le parc Monceau
- 1955 : La Rue Chagrin, pour voix et piano
- 1955 : C'est facile à dire, pour voix et piano
- 1955 : Déjeuner sur l'herbe, pour voix et piano (sur un texte de Claude Marcy)
- 1955 : L'Enfant, pour voix et piano (sur un texte de Claude Marcy)
- 1955 : Il avait une barbe noire, pour voix et piano (sur un texte de Claude Marcy)
- 1956 : Concerto des vaines paroles, pour baryton, piano et orchestre (sur un texte de Jean Tardieu)
- 1962 : Pancarte pour une porte d'entrée, pour voix et piano (sur un texte de Robert Pinget)
- 1963 : L'Adieu du cavalier, in memoriam Francis Poulenc, pour voix et piano (sur un texte de Guillaume Apollinaire)
- 1977 : Aube, pour soprano solo et chœur a cappella
- 1977 : Trois chansons de Jean Tardieu, pour voix et piano (sur un texte de Jean Tardieu)
- 1977 : Un bateau en chocolat, pour voix et piano (sur un texte de Jean Tardieu)
- 1981 : Concerto de la fidélité, pour soprano et orchestre
- 1982 : Vingt leçons de solfège, pour voix et piano.

### Pour orchestre
- 1920 : Morceau symphonique, pour piano et orchestre
- 1921 : Les Mariés de la tour Eiffel : Quadrille / Valse des dépêches
- 1922 : Ballade pour piano et orchestre
- 1923 : Concerto no 1 pour piano et orchestre
- 1925 : Mon cousin de Cayenne, pour ensemble
- 1925 : Ban'da, pour chœur et orchestre
- 1927 : Concertino pour harpe et orchestre
- 1927 : Sous le rempart d'Athènes
- 1932 : Ouverture
- 1934 : Concerto pour deux pianos, chœur, saxophones et orchestre
- 1935 : Divertissement dans le style Louis XV
- 1936 : Cadences pour le Concerto pour piano no 22 de Mozart
- 1936 : Cadences pour le Concerto pour piano no 15 de Haydn
- 1936 : Concerto pour violon et orchestre : œuvre créée le 22 novembre 1936 à Paris par la violoniste Yvonne Astruc sous la direction de Pierre Monteux
- 1942 : Trois études pour piano et orchestre
- 1949 : Paysages de France, suite pour orchestre
- 1951 : Concerto no 2 pour piano et orchestre
- 1952 : Sarabande de La Guirlande de Campra
- 1952 : Concertino pour flûte, piano et orchestre à cordes
- 1954 : Fugue pour orchestre
- 1957 : Petite suite pour orchestre
- 1964 ? : Concerto pour deux guitares et orchestre
- 1974-1975 : Symphonietta pour trompette, tympani et cordes
- 1976 : Choral et fugue pour orchestre d'harmonie (orchestration Paul Wehage)
- 1976 : Marche pour orchestre d'harmonie (orchestration Désiré Dondeyne)

### Opéra
- 1931 : Zoulaïna, opéra-comique (sur un texte de Charles Hirsch)
- 1951 : Il était un petit navire, opéra-comique (sur un texte de Henri Jeanson)
- 1955 : Du style galant au style méchant, cinq opéras « de poche » (Le Bel Ambitieux, La Fille d'opéra, Monsieur Petitpois achète un château, La Pauvre Eugénie et Une rouille à l'arsenic), livret de Denise Centore
- 1957 : La Petite Sirène, opéra (sur un texte de Philippe Soupault)
- 1959 : Le Maître, opéra de chambre (sur un texte d'Eugène Ionesco)

### Musique de scène
- 1923 : Le Marchand d'oiseaux, ballet pour orchestre
- 1948 : Paris-Magie, ballet pour orchestre ou deux pianos
- 1949 : Quadrille, ballet pour orchestre
- 1951 : Parfums, comédie musicale
- 1951-1954 : La Bohème éternelle, musique de théâtre
- 1953 : Parisiana, ballet pour orchestre

### Musique de film
- 1933 : La Croisière jaune d'André Sauvage et Léon Poirier
- 1935 : Les Souliers
- 1937 : Provincia de Maurice Cloche
- 1937 : Symphonie graphique de Maurice Cloche
- 1937 : Sur les routes d'acier de Boris Peskine
- 1937 : Terre d'effort et de liberté de Maurice Cloche
- 1937 : Ces dames aux chapeaux verts de Maurice Cloche
- 1938 : Le Petit Chose de Maurice Cloche
- 1940 : Bretagne de Jean Epstein
- 1941 : Les Deux Timides d'Yves Allégret
- 1946 : Coïncidences de Serge Debecque
- 1947 : Torrents de Serge de Poligny
- 1950 : Les Marchés du Sud de Marco de Gastyne
- 1952 : Le Roi de la création de Marco de Gastyne
- 1952 : Caroline au pays natal de Marco de Gastyne
- 1952 : Caroline au palais de Marco de Gastyne
- 1953 : Caroline fait du cinéma de Marco de Gastyne
- 1953 : Cher vieux Paris de Marco de Gastyne
- 1953 : Caroline du Sud de Marco de Gastyne
- 1953 : Gavarni et son temps de Marco de Gastyne
- 1953 ? : Entre deux guerres de Marco de Gastyne
- 1954 : Adler - L'aigle des rues de J. Funke
- 1956 : L'Homme, notre ami de Marco de Gastyne
- 1956 : Le travail fait le patron de G. Roze
- 1957 : Les Plus Beaux Jours de Marco de Gastyne
- 1957 : Tante Chinoise et les autres de David Perlov pour flûte solo
- 1960 : Les Requins sur nos côtes de G. Bollore
- 1960 : La Rentrée des foins de G. Jarlot
- 1961 : Les Grandes Personnes de Jean Valère
- 1970 : Impressions : soleil levant de A. Daumant pour flûte, deux pianos et contrebasse
- 1975 : Piémont des Pyrénées françaises

### Radio et télévision
Radio
- 1946 : Les Confidences d'un microphone pour piano
- 1952 : Conférence des animaux
- 1955 : Ici la voix pour orchestre
- 1957 : Histoires secrètes
- 1957 : Adalbert
- 1959 : Mémoires d'une bergère

Télévision
- 1953 : Gavarni et son temps
- 1960 : Temps de pose
- 1962 : Au paradis avec les ânes (sur un texte de Francis Jammes)
- 1964 : Évariste Galois ou l'Éloge des mathématiques
- 1964 : Sans merveille
- 1966 : Anatole

## Hommages

### Hommages musicaux
Au début des années 2010, les éditions Gérard Billaudot publient les quatre premiers opéras de la Petite Histoire lyrique de l’art français (la cinquième partition est perdue). Déjà joués à Bayonne en 2009, ces quatre opéras sont réunis les 11 et 13 novembre 2014 sous le titre L’Affaire Tailleferre à l'Opéra de Limoges. Cette création est mise en scène par Marie-Eve Signeyrole, la direction musicale étant assurée par Christophe Rousset.
L'orchestre de chambre de Paris donne un concert intitulé « Germaine Tailleferre, l'oubliée du groupe » le 26 janvier 2023 à la Cité de la musique, dans le cadre d'une série de concerts en hommage au Groupe des six, organisé par la Philharmonie de Paris.

### Toponymie
À Saint-Maur-des-Fossés, sa ville natale, le nom de « Germaine Tailleferre » a été donné à un modeste passage entre des bâtiments d'hébergement collectif à proximité d'une voie ferrée. Une rue d'Arcueil porte son nom depuis 1987, ainsi qu'une autre à Quincy-Voisins depuis novembre 2003. On trouve également des rues « Germaine-Tailleferre » à Vitry-sur-Seine, Bobigny, Bordeaux, Tours, Paris (à proximité de la Cité de la musique, XIXe arrondissement), Caussade (dans un quartier dont les rues portent le nom de plusieurs musiciens du XXe siècle dont Darius Milhaud), Perpignan et Pontivy (dans un quartier dont les rues portent des noms de compositeurs), ainsi qu'une allée Germaine Tailleferre à Mâcon.
Une station de la ligne 9 du tramway d'Île-de-France porte son nom depuis avril 2021 dans la ville de Vitry-sur-Seine.

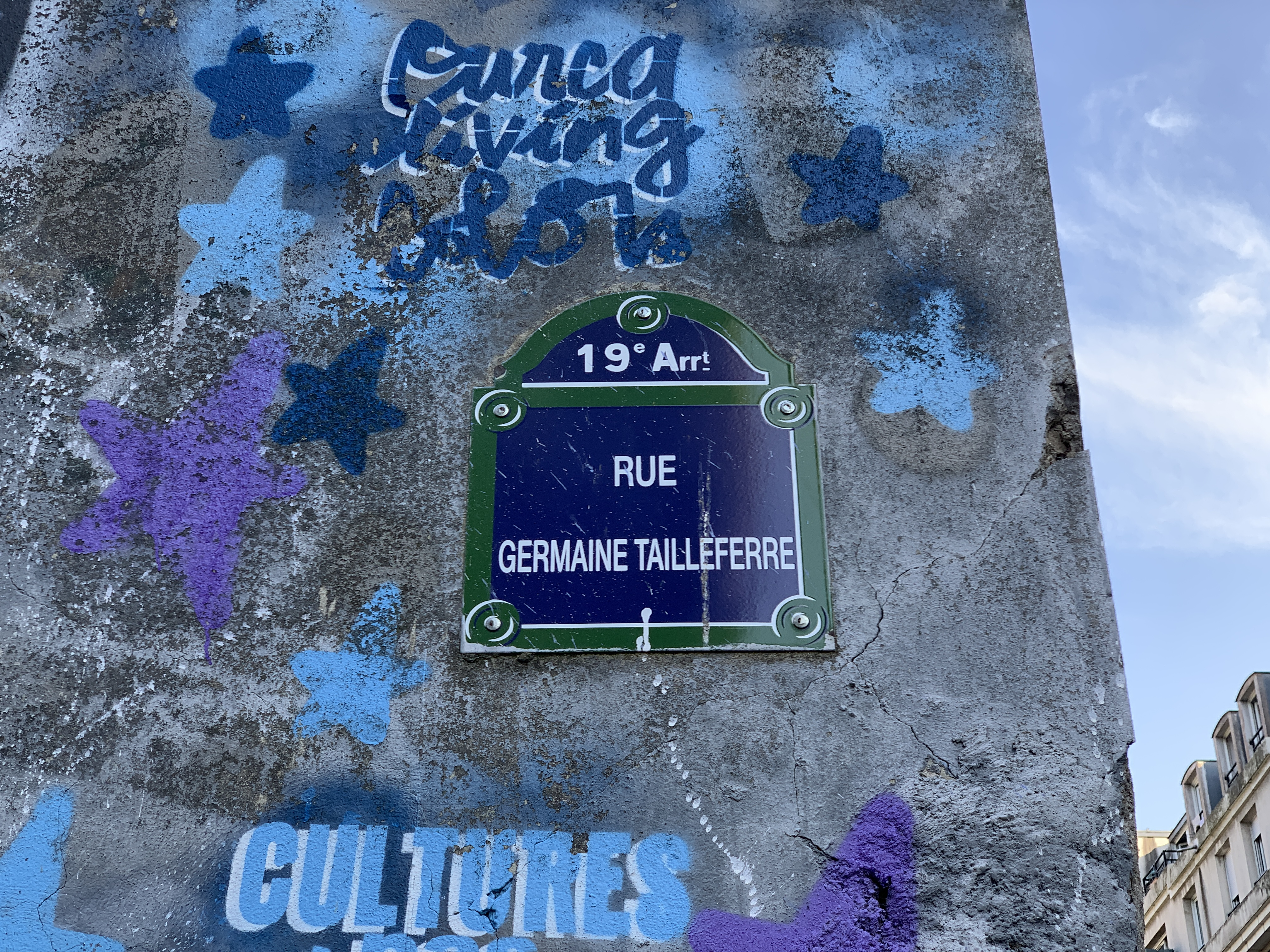
Plaque de la rue Germaine-Tailleferre dans le 19e arrondissement de Paris.
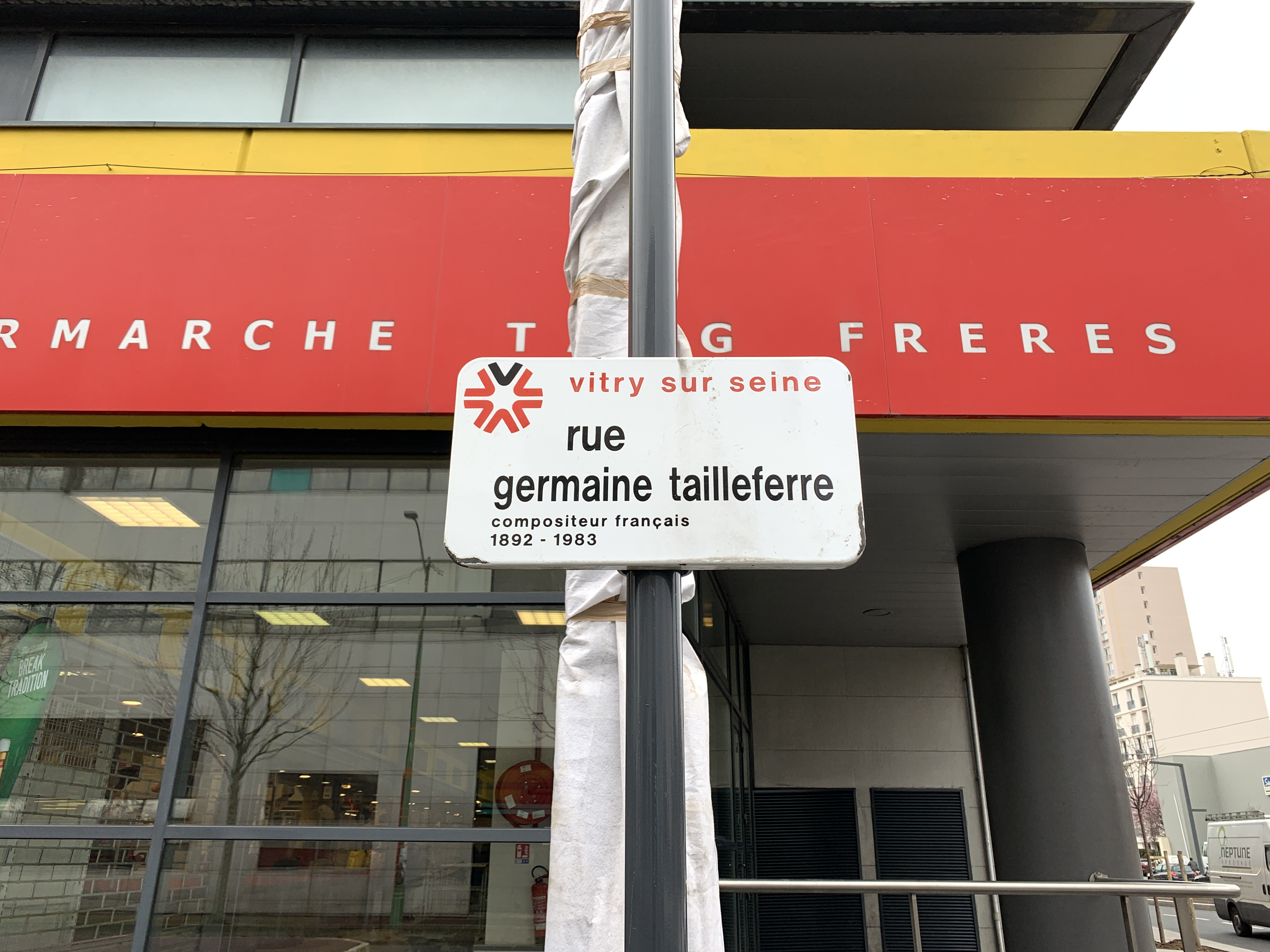
Plaque de la rue Germaine-Tailleferre à Vitry-sur-Seine.
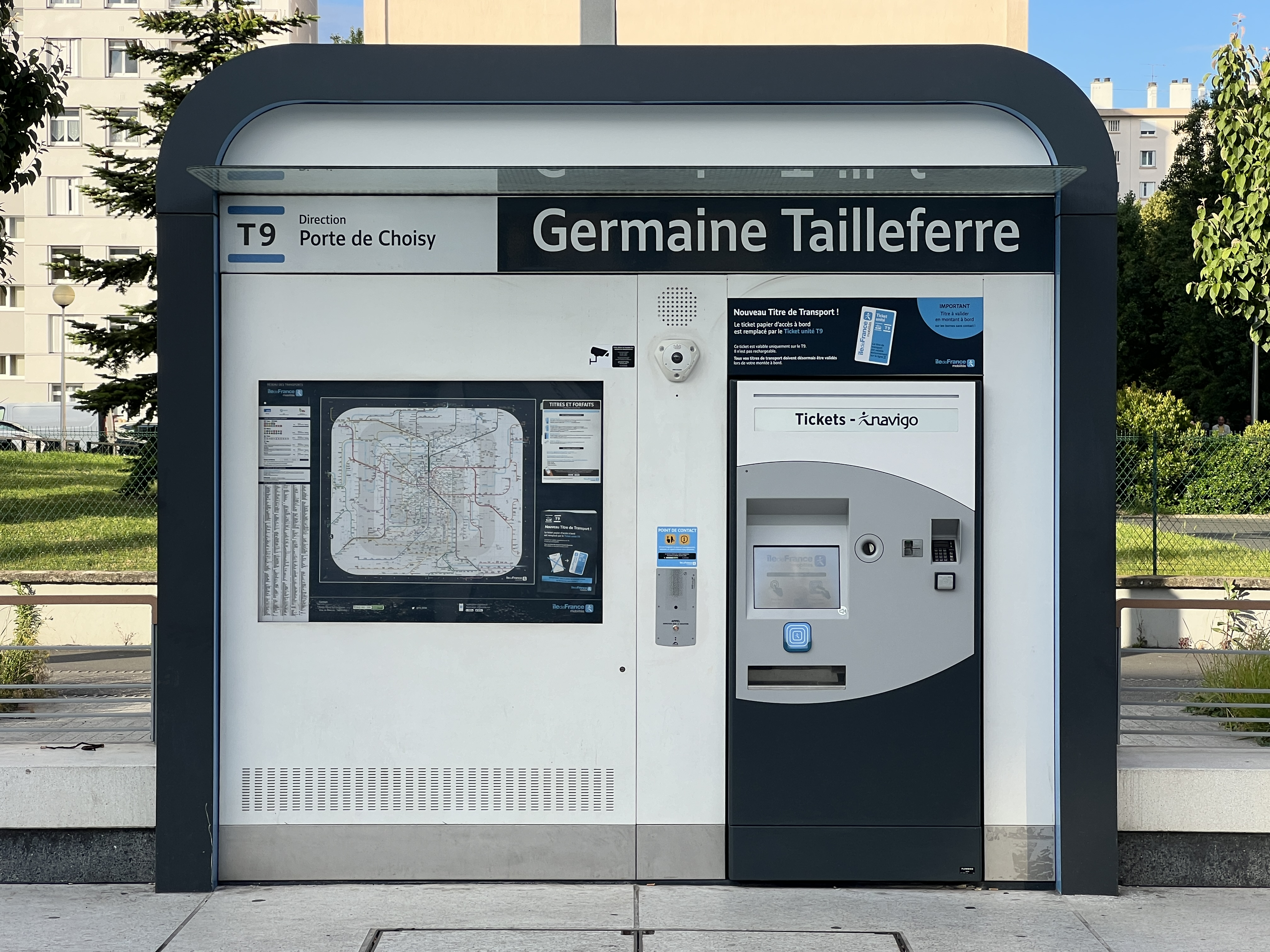
Station Germaine-Tailleferre du tramway T9 à Ivry-sur-Seine.
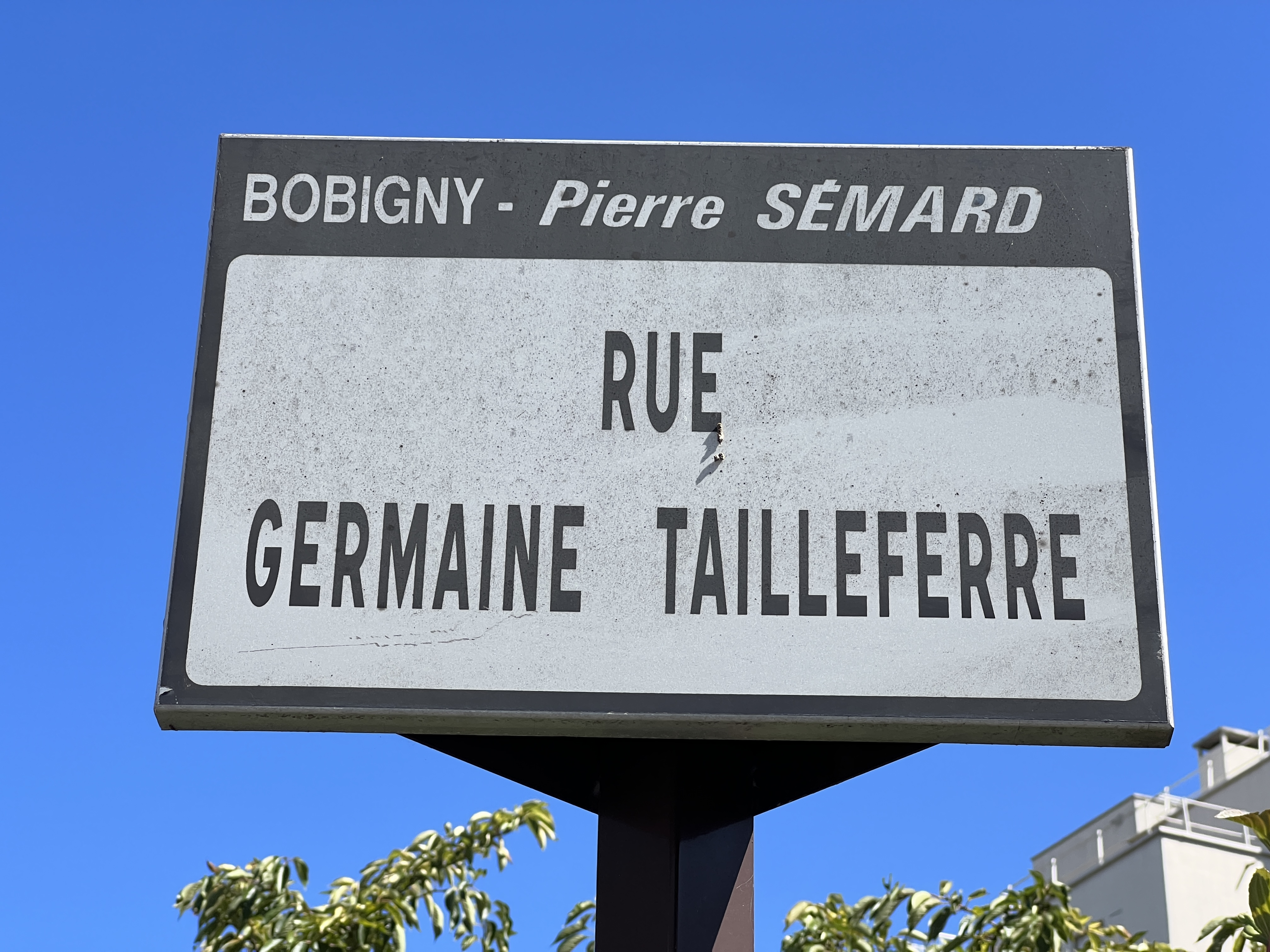
Plaque de la rue Germaine-Tailleferre à Bobigny.
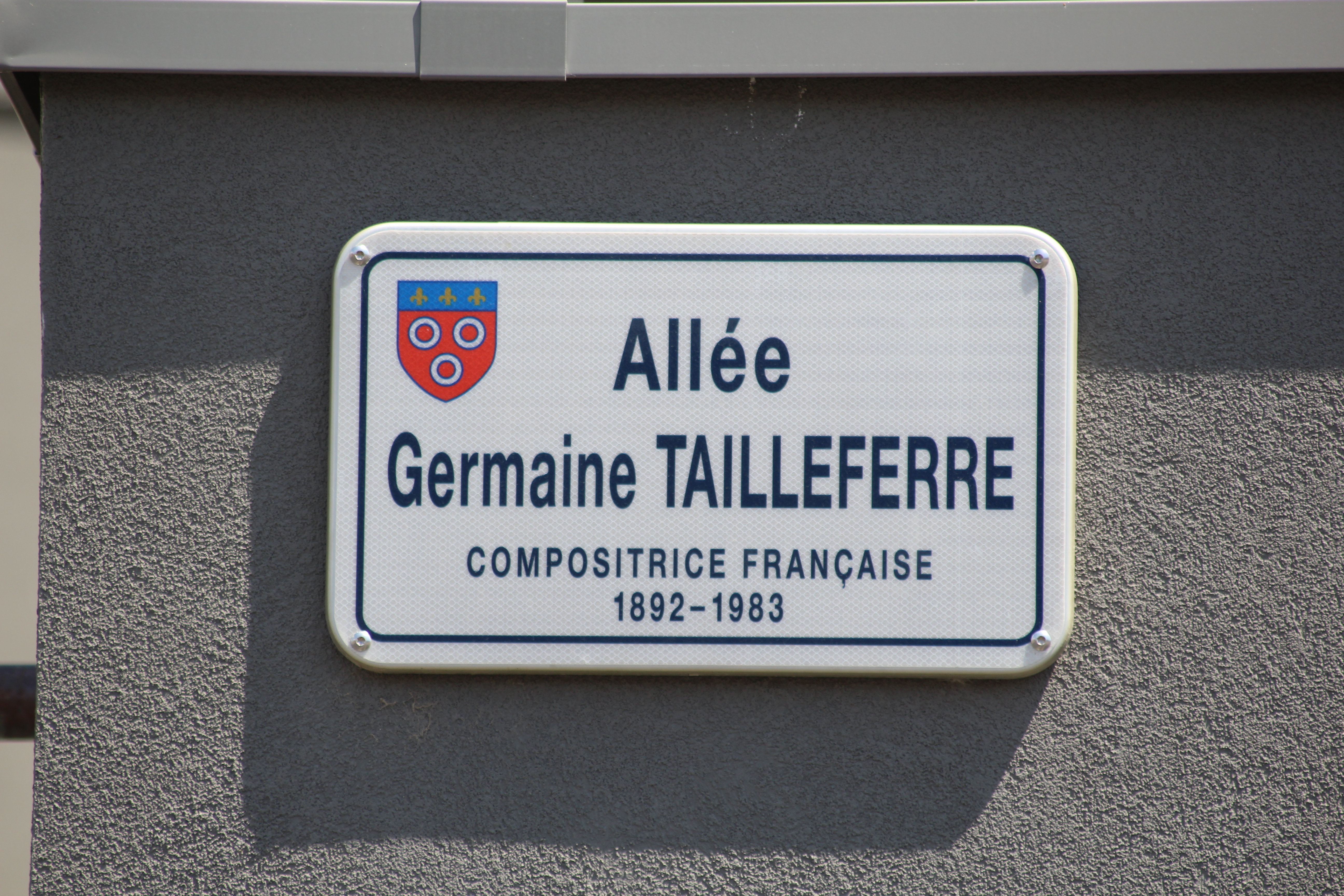
Plaque de l'allée Germaine-Tailleferre à Mâcon.
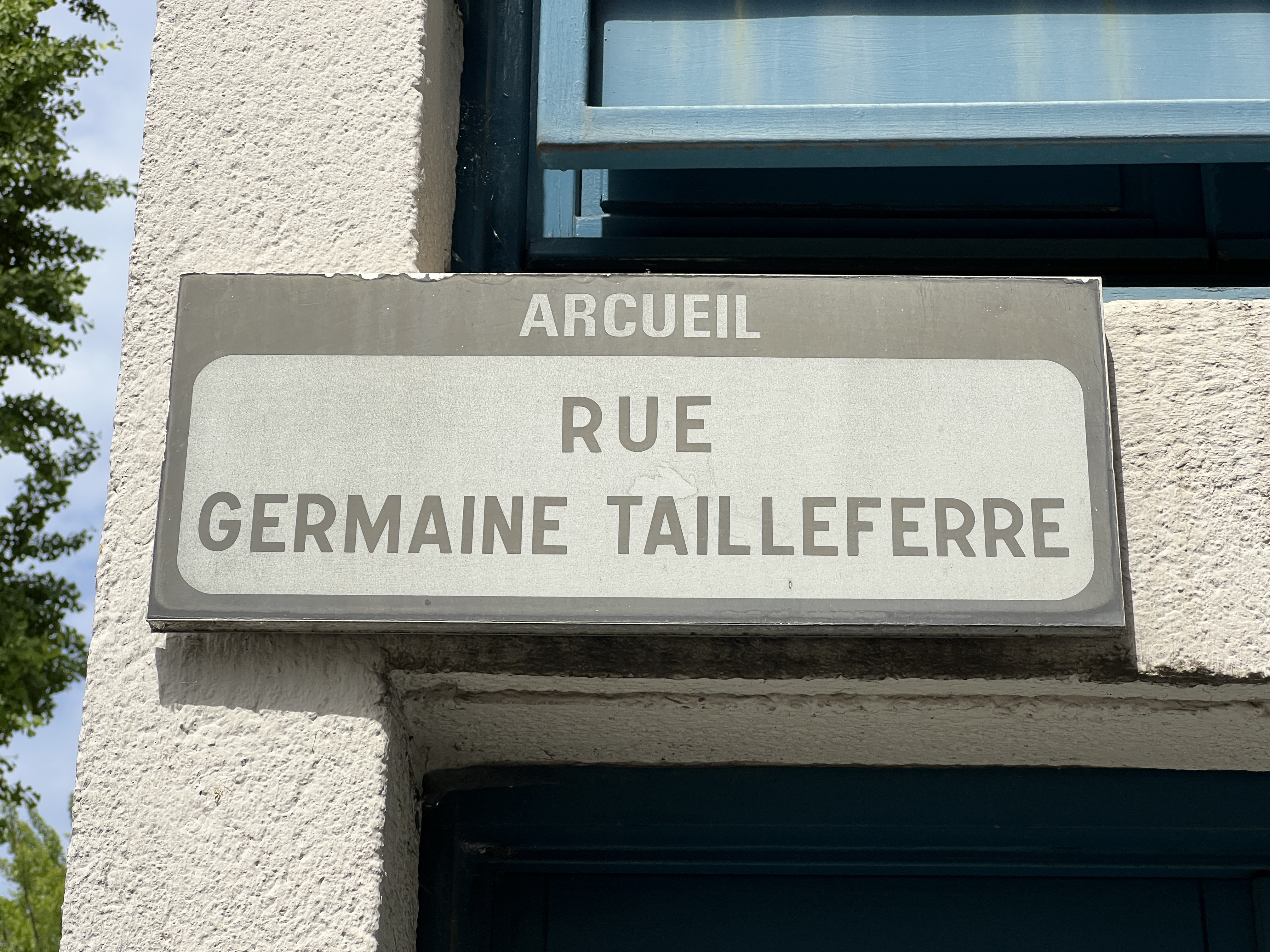
Plaque de la rue Germaine-Tailleferre à Arcueil.

### Autres
La Poste française émet un timbre à son effigie en 1992.